# Mesopodopsis zeylanica
Mesopodopsis zeylanica är en kräftdjursart som beskrevs av Nouvel 1954. Mesopodopsis zeylanica ingår i släktet Mesopodopsis och familjen Mysidae. Inga underarter finns listade i Catalogue of Life.